# Savino Selo
Savino Selo (en serbe cyrillique : Савино Село) est une localité de Serbie située dans la province autonome de Voïvodine. Elle fait partie de la municipalité de Vrbas dans le district de Bačka méridionale. Au recensement de 2011, elle comptait 2 946 habitants.
Savino Selo est officiellement classé parmi les villages de Serbie.

## Démographie

### Évolution historique de la population
| 1948  | 1953  | 1961  | 1971  | 1981  | 1991  | 2002  | 2011  |
| ----- | ----- | ----- | ----- | ----- | ----- | ----- | ----- |
| 4 848 | 4 437 | 4 905 | 3 856 | 3 575 | 3 592 | 3 331 | 2 946 |

|  |